# Eudemó de Pelúsion
Eudemó de Pelúsion (Eudaemon, Εὐδαίμων) fou un escriptor grec pagà amic de Libani. Va néixer a Pelúsion (Egipte) i va escriure un treball sobre ortografia que s'ha perdut, però és esmentat a Suides, a l'Etymologicum Magnum i per Esteve de Bizanci.